# Giuseppe Magagnini
Giuseppe Magagnini fou un compositor italià del segle xix.
Estudià al Conservatori de Milà. És autor de l'òpera Giovanna di Castiglia i de l'òpera bufa Osman, pascià d'Egitto: va compondre, a més, diverses melodies vocals i altres obres.